# イタリアバレーボール連盟
イタリアバレーボール連盟（イタリア語: Federazione Italiana Pallavolo, 英語: Italian Volleyball Federation）は、イタリアでのバレーボールとビーチバレーに関する活動を統括する団体である。略称は、FIPAV。所在地は首都・ローマ。

## 沿革
- 1929年 - イタリアバレーボール連盟 (Federazione Italiana Palla a Volo, FIPV)が設立。
- 1946年 - 名称がFederazione Italiana Pallavolo (FIPV) となる。
- 1947年 - 国際バレーボール連盟（FIVB）とイタリアオリンピック委員会 (CONI) に加盟。
- 1948年 - ローマでの男子バレーボール欧州選手権を企画。
- 1957年 - CONIの実行委員となる。
- 1976年 - オリンピックに初出場
- 1990年 - バレーボール男子世界選手権で初優勝
- 2002年 - バレーボール女子世界選手権で女子代表の初優勝。

## 歴代会長
| 氏名                   | 就任 | 辞任 |
| ---------------------- | ---- | ---- |
| Arnaldo Eynard         | 1946 | 1961 |
| Giancarlo Giannozzi    | 1961 | 1977 |
| Pietro Floriano Florio | 1977 | 1978 |
| Antonio Barone         | 1978 | 1988 |
| Manlio Fidenzio        | 1988 | 1991 |
| Nicolò Catalano        | 1991 | 1993 |
| Paolo Borghi           | 1993 | 1995 |
| Carlo Magri            | 1995 | 2017 |
| Pietro Bruno Cattaneo  | 2017 | 現職 |